# Piac-buszok (Salgótarján)
A salgótarjáni (köznyelvben) Piac-buszok egy járatcsalád, amelyet a Nógrád Volán Zrt. üzemeltet. A járatcsalád három járatból áll. Tagjai a 154-es busz, a 451-es busz és a 456-os busz. Mindhárom alsó végállomása Baglyasalja, felső végállomásaik Zagyvaróna és a Camping telep. A járatok a Városi Piacot és Vásárcsarnokot látják el. A piacnál lévő fordulási lehetőség hiánya miatt Idegérig közlekednek, csupán fordulás céljából. A 154-et és a 451-et a 14-es buszból, a 456-ot a 46-os buszból alakították ki. A járatokat a 2012. július 1-i menetrendváltással indította el a cég.

## Útvonaluk és menetidejük
154-es járat
A járat egy irányba közlekedik a Zagyvaróna Mátyás király út-i fordulótól indul majd a Főtér megállóig a 14-es busz útvonalát járja le majd a Rákóczi út/Múzeum tér/Bem út kereszteződésnél elfordul majd Idegér és a piac felé veszi irányát. Miután Idegérben megfordult visszaáll eredeti (14-es busszal) megegyező útvonalára. Végül megérkezik Baglyasalja Katalintelep-i fordulóhoz.
A járat menetideje 41 perc.
451-es járat
A járat egy irányban közlekedik. Ellentétesen a 154-es járattal ugyanazt az útvonalat járja le. A Baglyasalja Katalintelep-i fordulótól indul majd a Bem úti megállóig együtt halad a 14-es busz útvonalával. A Rákóczi út/Múzeum tér/Bem út kereszteződésnél elfordul Idegér és a piac irányába. Az idegéri kör után visszaáll eredeti útvonalára és megérkezik a Zagyvaróna Mátyás király út-i fordulóhoz.
A járat menetideje 41 perc
456-os járat
A járat szintén egy irányba közlekedik, Baglyasalja Katalintelep-i fordulótól indul és a Bem úti megállóig párhuzamosan halad a 46-os busz útvonalával. A Rákóczi út/Múzeum tér/Bem út kereszteződésnél elfordul Idegér és a piac irányába. Az idegéri kör után visszaáll eredeti útvonalára és megérkezik a Camping telep-i fordulóhoz.
Menetideje 38 perc

## Közlekedés
A 154-es járat munkanap 2-szer míg szabadnap 1-szer közlekedik. A 451-es munkanapokon nem szabadnapokon egyszer közlekedik, a 456-os csak munkanap közlekedik és 2-szer fordul. A járatok közül munkaszüneti napokon egy se közlekedik, mivel a piac csak hétköznap és szombaton van nyitva.
A vonalakat csuklós vagy szóló autóbuszok szolgálják ki.